# B.B. King in London
B.B. King in London è un album in studio del chitarrista B.B. King pubblicato dall'etichetta discografica ABC Records nel 1971.

## Tracce
Lato A
1. Caldonia – 4:01 (Fleecie Moore)
2. Blue Shadows – 5:11 (Lloyd Glenn)
3. Alexis' Boogie – 3:30 (Alexis Korner)
4. We Can't Agree – 4:48 (Wardell Gray / Louis Jordan)

Lato B
1. Ghetto Woman – 5:15 (Dave Clark / B.B. King)
2. Wet Hayshark – 2:29 (Gary Wright)
3. Part-Time Love – 3:17 (Clay Hammond)
4. Power of the Blues – 2:23 (Pete Wingfield)
5. Ain't Nobody Home – 3:09 (Jerry Ragovoy)

## Formazione
- B.B. King - voce, chitarra acustica
- Pete Wingfield - pianoforte
- Jim Gordon - batteria
- John Best - basso
- Gary Wright - organo Hammond, pianoforte
- Jim Price - pianoforte, Fender Rhodes, tromba, trombone
- John Uribe - chitarra
- Klaus Voormann - basso
- Jim Keltner - batteria
- Rick Wright - pianoforte, Fender Rhodes
- Dr. John - chitarra
- Ringo Starr - batteria
- Greg Ridley - basso
- Jerry Ragovoy - pianoforte
- David Spinozza - chitarra
- Jerry Shirley - batteria
- Ollie Mitchell - tromba
- Chuck Findley - trombone
- Bobby Keys - sassofono tenore
- Duster Bennett - armonica
- Steve Mariott - armonica a bocca
- Carl Hall, Jo Armstead, Tasha Thomas - cori